# Farvestik
Farvestik er en misfarvning af et fotografi. Fænomenet benævnes ofte med den fejlagtige farve, så f.eks. en rød misfarvning kaldes rødstik.
I nogle situationer er farvestik påført med vilje. Gulstik kan f.eks. bruges til at give indtryk af varme, mens blåstik kan give indtryk af kulde og ro. Men farvestik kan også opstå ved en fejl, og nogle typiske årsager er:
- Forkert hvidbalance eller film tilpasset en forkert farvetemperatur. En dagslysindstilling brugt i glødelampelys vil give gulstik, og det omvendte vil give blåstik.
- Falsk lys – dvs. strø-lys som er kommet på filmen på grund af fejlbetjening eller et defekt kamera – vil typisk give gulstik.
- Uklar luft på på optagelsestidspunktet, som f.eks. tobaksrøg, kan give blåstik.
- Film, som er opbevaret for lang tid, kan give grønstik.
- Fejlbehandling ved fremkaldelse eller kopiering kan give forskellige typer farvestik.